# Thermoplastisch elastomeer
Thermoplastisch elastomeer (TPE) ook wel technische rubbers, synthetische rubbers of elastoplastische kunststoffen genoemd is een  verzamelnaam voor kunststoffen die bij kamertemperatuur elastisch (grote rek of druk) en bij verhitting thermoplastisch (zacht) zijn. Een materiaal is volmaakt elastisch als er in totaal bij het indrukken en terugveren geen energie verloren gaat aan wrijving en warmte. 
Thermoplastische elastomeren zijn polydisperse multiblokcopolymeren. Oftewel het zijn samenstellingen uit twee chemisch verschillende blokken.

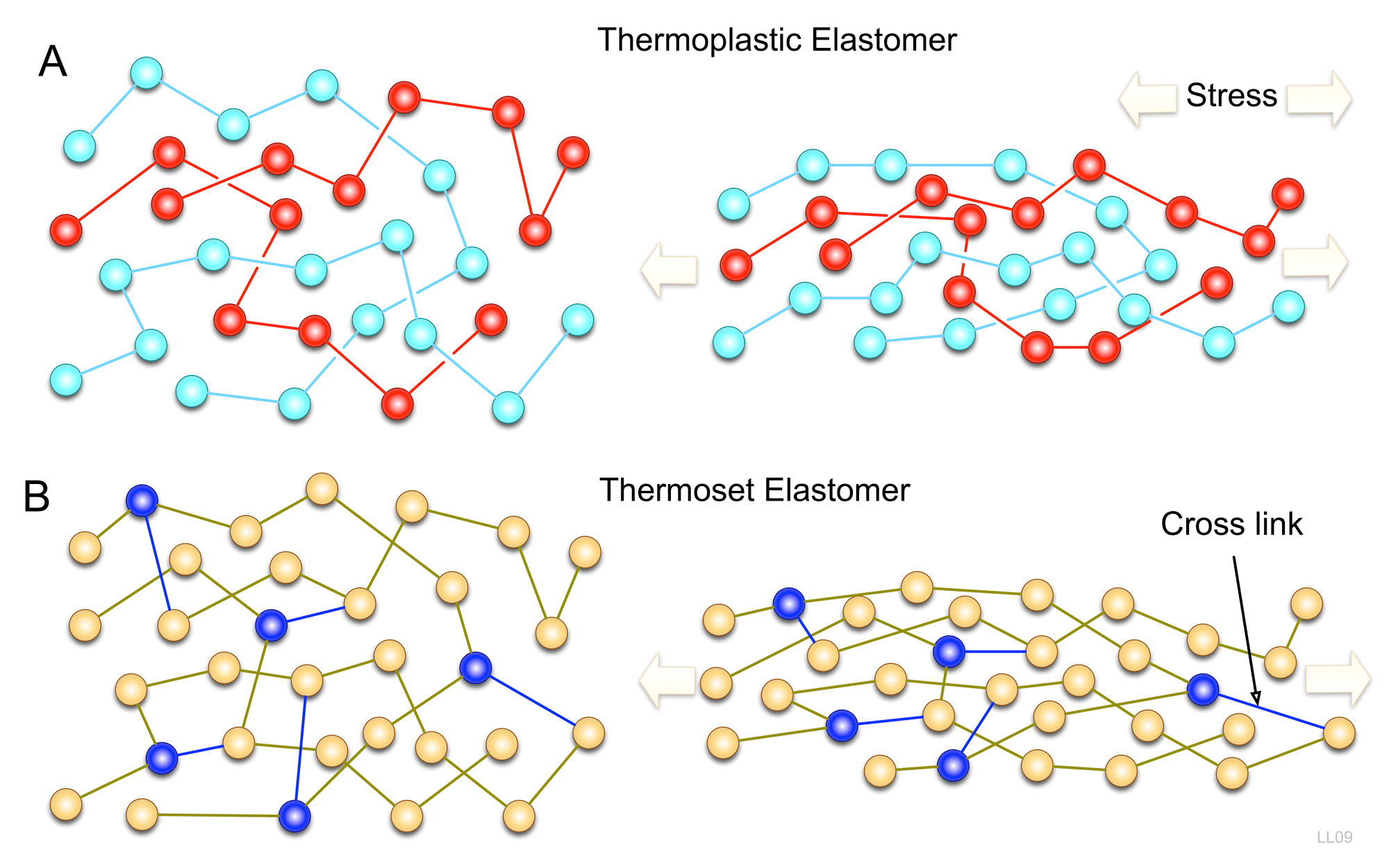
Artistieke weergave van een A thermoplastische en B een Thermoset elastomeer. Rechts zijn beide elastomeren onder belasting (stress) getekend.

## Kenmerk
Het kenmerk van een thermoplastisch elastomeer is dat het rond kamertemperatuur elastisch (zoals elastiek) is en dat het door verhitting week (zacht) wordt waardoor het gemakkelijk in een andere vorm te persen is. Na afkoeling behoudt het deze nieuwe vorm. Hierdoor is het eenvoudig te spuitgieten. In tegenstelling tot "gewone" rubber, dat bij de vulkanisatie dwarsverbindingen (chemische crosslinks) tussen verschillende polymeerketens heeft gemaakt, ontstaan die niet bij een thermoplastisch elastomeer. Men kan bij een TPE spreken van fysische crosslinks, die bij verhitten verloren gaan en bij afkoelen weer opnieuw gevormd worden. Dit is  reversibel, in tegenstelling tot de permanente chemische crosslinks in rubbervulkanisaten. Dit is dan ook het bijzondere kenmerk van een thermoplastisch elastomeer. Deze twee kenmerken geven een voordeel boven de andere kunststoffen en rubbers. Bovendien is een thermoplastische elastomeer hierdoor recyclebaar.
Een materiaal is een thermoplastische elastomeer als het:
- bij kamertemperatuur elastisch is
- het plastisch wordt bij een hoge temperatuur
- het enig kruipgedrag vertoont

## Soorten
Er zijn zes soorten thermoplastische elastomeren. Dit zijn:
1. Styreen blok copolymeer
2. Polyolefinen mengsels
3. Elastomeer mengsels (TPE-v of TPV)
4. Thermoplastische polyurethanen
5. Thermoplastische co-polyester
6. Thermoplastische polyamide

## Afkortingen
De volgende afkortingen worden toegepast:
- TPE-O  of TPO =  thermoplastische elastomeer op Olefinbasis, voornamelijk PP - PE gebaseerd, Exact (Exxon/DSM) maar ook onvernette PP/EPDM, bijv. Santoprene (AES/Monsanto)
- TPE-V of TPV = Vernette thermoplastische elastomeer op  Olefinbasis, voornamelijk PP/EPDM, bijv. Sarlink(Technor Apex), Forprene(SoFter), Santoprene (AES/Monsanto)

- TPE-U of TPU =  thermoplastische elastomeer op Urethaanbasis, bijv. Desmopan, Texin, Utechllan (Bayer)
- TPE-E of TPC =  thermoplastische elastomeer Copolyester, bijv. Hytrel (DuPont), Arnitel (DSM)
- TPE-S of TPS = Styreen-Blokcopolymeer (SBS, SEBS, SEPS, SEEPS en MBS), b.v. Septon (Kuraray) of Kraton (Kraton). Deze kunnen echter nauwelijks in pure vorm verwerkt worden.  Cawiton (Wittenburg) of Thermoplast K (Kraiburg TPE) zijn verwerkbare versies (compounds) op basis van Septon, Kraton of soortegelijke producten
- TPE-A of TPA =  thermoplastische Copolyamide, bijv. PEBAX (Arkema)

cursief geschreven is volgens ISO 18064

## Toepassingen
Thermoplastische elastomeren  worden toegepast wanneer de conventionele thermoplasten niet aan de gewenste eisen, zoals slijtvastheid en flexibiliteit, voldoen. (o.a. schoenen, flexibele afdichtingen en lijmen)